# Majlujanum Murzáyeva
Majlujanum Musayevna Murzáyeva (en ruso: Махлуханум Мусаевна Мурзаева; Majachkalá, URSS, 4 de octubre de 1966) es una deportista rusa que compitió para la Unión Soviética en tiro con arco, en la modalidad de arco recurvo.
Ganó tres medallas en el Campeonato Mundial de Tiro con Arco al Aire Libre entre los años 1989 y 1993, en la prueba de equipo.

## Palmarés internacional
| Representando a la URSS          |                    |                   |        |
| Campeonato Mundial al Aire Libre |                    |                   |        |
| Año                              | Lugar              | Medalla           | Prueba |
| 1989                             | Lausana (Suiza)    | Medalla de bronce | Equipo |
| 1991                             | Cracovia (Polonia) | Medalla de plata  | Equipo |
| 1993                             | Antalya (Turquía)  | Medalla de plata  | Equipo |